# The Adventures of Gilligan's Island
The Adventures of Gilligan's Island es un videojuego de NES de Bandai basado en la serie de TV del mismo nombre. El jugador controla al Patrón y es seguido de cerca por Gilligan, que es controlado por el ordenador. El juego consta de cuatro episodios donde el jugador tiene que pasear por la isla, 	
recogiendo varios objetos, hablando con los otros náufragos y solucionando varios rompecabezas.
El control por la computadora de Gilligan es a menudo una fuente de frustración. Con frecuencia se queda pegado en cosas, el jugador tiene que cortarlo para liberarlo cada vez, o rescatarlo si se cae abajo de uno de muchos agujeros. Afortunadamente, el juego tiene una característica de contraseña para cada nivel.
Este juego ha sido considerado uno de los peores juegos jamás hechos debido a la inteligencia artificial. Esto es principalmente porque el personaje de Gilligan esta siempre cayendo en agujeros. Sin embargo, podría fácilmente argumentar que el "mal comportamiento" del Gilligan controlado por la computadora fue representante de la forma en que el personaje siempre repugnaba los intentos de rescate de los náufragos en el programa en el que se basa el juego.